# اورن‌کوی (امیرداغ)
اورن‌کوی (به ترکی استانبولی: Örenköy) یک منطقهٔ مسکونی در ترکیه است که در امیرداغ واقع شده‌است.